# Добрево
До́брево (болг. Добрево) — село в Добрицькій області Болгарії. Входить до складу общини Добричка.

## Населення
За даними перепису населення 2011 року у селі проживали 70 осіб, усі — болгари.
Розподіл населення за віком у 2011 році:
Динаміка населення: